# Miguel Antonio Escudero
El doctor Miguel Antonio Escudero de Rozas fue un sacerdote argentino, muerto por las fuerzas españolas en el Asalto y saqueo de San Nicolás (1812).

## Biografía
Miguel Antonio Escudero de Rozas nació en Buenos Aires, Gobernación del Río de la Plata (Argentina) a mediados del siglo XVIII. 
Se doctoró en derecho civil y teología en la Universidad Mayor Real y Pontificia San Francisco Xavier de Chuquisaca. 
Sobrino de Francisco Cossio y Terán, vicepárroco de San Nicolás de los Arroyos desde 1740 hasta su muerte en 1774, al poco tiempo de ordenarse Miguel Escudero fue designado teniente cura de la viceparroquia. Tomó posesión de su cargo el 9 de diciembre de 1760 quedando desde ese entonces ligado a la historia de San Nicolás de los Arroyos hasta su muerte. 
El obispo Manuel Antonio de la Torre lo califica de "discreto y estudioso vicecura". En 1761 puso a disposición del curato la suma de $8095 de su propio peculio.
El 17 de junio de 1774 quedó a cargo del curato por la muerte del Dr. Francisco Antonio de Cossio y Theran, puesto que mantuvo hasta 1781. Durante su misión con grandes sacrificios edificó la capilla.
En 1778 levantó un censo de la población de su curato.
El 27 de septiembre de 1779 recibió la visita pastoral del obispo de Buenos Aires Sebastián Malvar y Pinto quien dejó constancia escrita de "cuán notorios se han hecho en su feligresía los efectos del celo, aplicación y caritativa piedad del actual cura doctor Miguel de Escudero, no solamente en la nueva fábrica esta iglesia, sino también en sus ornamentos y demás alhajas, como asimismo en la instrucción de sus feligreses y en la asistencia así espiritual como temporal de los pobres y enfermos, de su desinterés y arreglo de los libros parroquiales y otras pruebas que tiene dadas de su aplicación al desempeño de su ministerio, le doy las debidas gracias por todo".
Al producirse la Revolución de Mayo de 1810, Escudero adhirió decididamente al movimiento emancipador. El Río de la Plata se convirtió pronto en uno de los epicentros del conflicto al conservar los realistas el dominio de los ríos con base en Montevideo.
A fines de julio de 1812 dos corsarios pudieron pasar sin ser sentidos la batería de Punta Gorda al mando del alférez de la artillería patriota Francisco Portilla y llegar a la boca del río Colastiné donde el 31 de julio capturaron varios buques mercantes que descendían del Paraguay. A la altura de la Bajada del Paraná el 4 de agosto la sumaca Dolores transportando 60 hombres del Regimiento de Patricios al mando del teniente coronel Benito Álvarez consiguió recuperar la mayor parte del convoy y poner en fuga a la escuadrilla enemiga.
En la madrugada del 9 de octubre de 1812 la escuadrilla realista reforzada a cinco buques ancló en el puerto de San Nicolás y a las 7 de la mañana desembarcó una división de 150 hombres con siete piezas de artillería volante. El comandante de milicias de la plaza Juan Correa por lo escaso de sus efectivos se retiró tras intentar evacuar a la mayor cantidad de familias posibles del pueblo y se limitó a observar desde la distancia, con el objetivo de hostilizar cualquier salida que efectuara en partidas el enemigo. El asalto de San Nicolás se redujo a una acción de saqueo y destrucción de la villa que se mantuvo hasta las cinco de la tarde. En esas circunstancias Escudero fue muerto a bayonetazos por los marinos de la escuadrilla española aún después de haber entregado todos los bienes que poseía. Al día siguiente una segunda escuadrilla compuesta de un bergantín, una goleta y un falucho bombardearon la ciudad y efectuaron un nuevo desembarco de 100 hombres con dos piezas de artillería, terminando de destruir el poblado.
En el libro de Defunciones del archivo parroquial se dejó registrado que "En nueve de octubre de mil ochocientos doce, murió de una estocada, el presbítero doctor don Manuel Escudero, que le dieron los enemigos de la patria en el asalto que el otro día hicieron a este pueblo de San Nicolás de los Arroyos. Fue sepultado en el presbiterio de esta Iglesia. Fue absuelto sub conditione, recibió la Extremaunción y se le halló testamento a favor del doctor don Francisco López. Doy fe. Mariano Gadea".
En 1933 se le tributó un homenaje en el atrio de la iglesia, por iniciativa de la dirección del Museo de Luján.
En la Gaceta del 16 de octubre de 1812 se reproduce el parte del comandante de San Nicolás, Juan Correa, en el que se relatan los sucesos y la muerte de Escudero.